# Bordelet
Le Bordelet est un cours d'eau français, qui coule dans le département de l'Indre, en région Centre-Val de Loire.
C'est un affluent du Renon, donc un sous-affluent de la Loire, par le Fouzon et le Cher.

## Géographie

### Cours
Le cours d'eau à une longueur de 17,84 km.
Il prend sa source dans le département de l'Indre, à 163 m d'altitude, dans la « Forêt de St-Paul », sur le territoire de la commune de Vicq-sur-Nahon, puis s'écoule vers le nord.
Son confluent avec le Renon, se situe dans le département de l'Indre, à 87 m d'altitude, sur le territoire de la commune de Val-Fouzon,.

### Départements et communes traversés
Le Bordelet traverse quatre communes : Poulaines, Valençay, Val-Fouzon et Vicq-sur-Nahon,.

### Bassin versant
Les bassins hydrographiques sont découpés dans le référentiel national BD Carthage en éléments de plus en plus fins, emboîtés selon quatre niveaux : régions hydrographiques, secteurs, sous-secteurs et zones hydrographiques.
Le Bordelet traverse la zone hydrographique « Le Renon du K65358 au Fouzon ».
Le bassin versant du Bordelet s'insère dans la zone hydrographique « Le Renon du K65358 au Fouzon », au sein du bassin DCE plus large « La Loire, les cours d'eau côtiers vendéens et bretons ».

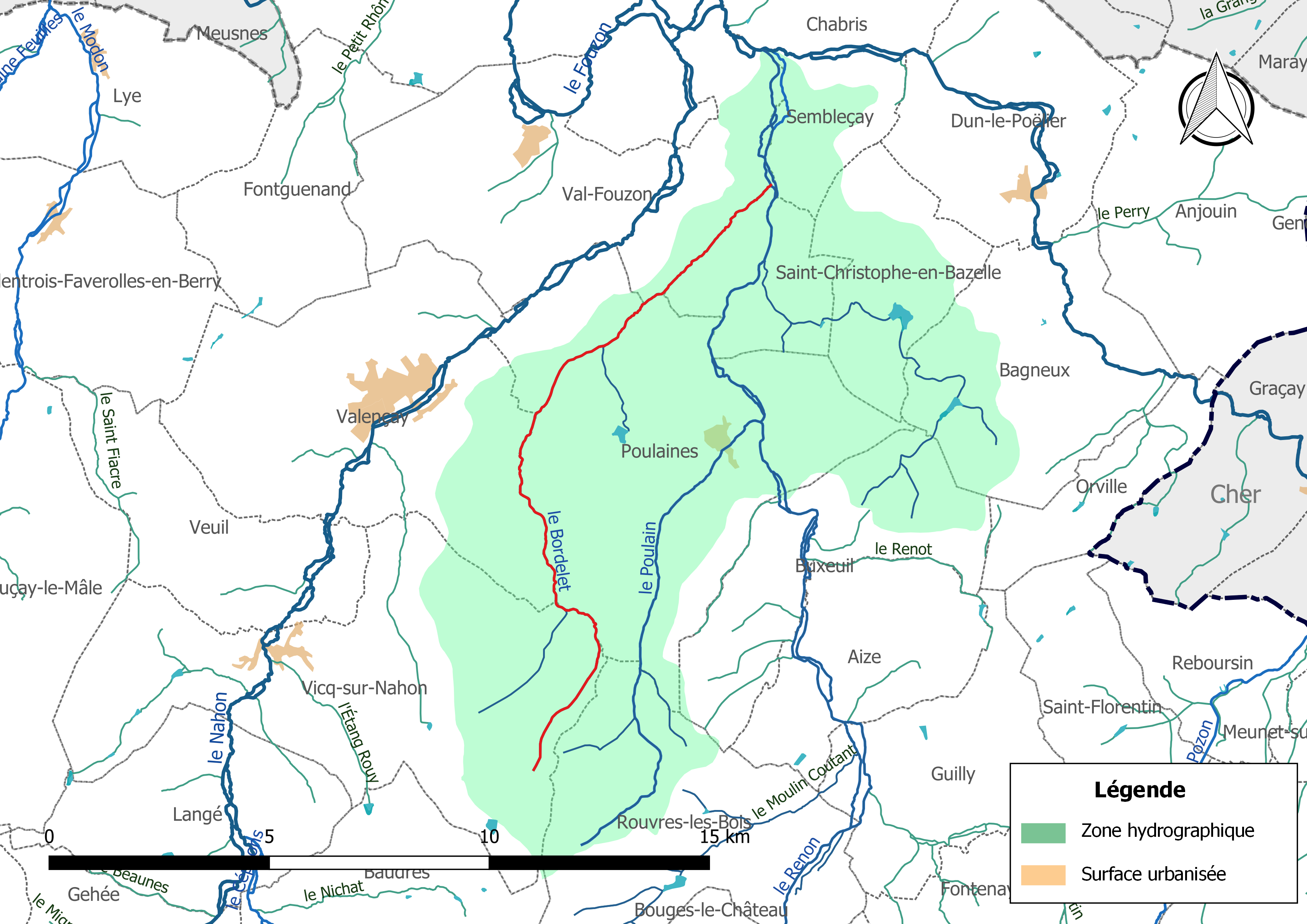
Le Bordelet (en rouge) et la zone hydrographique dans laquelle il s'insère.
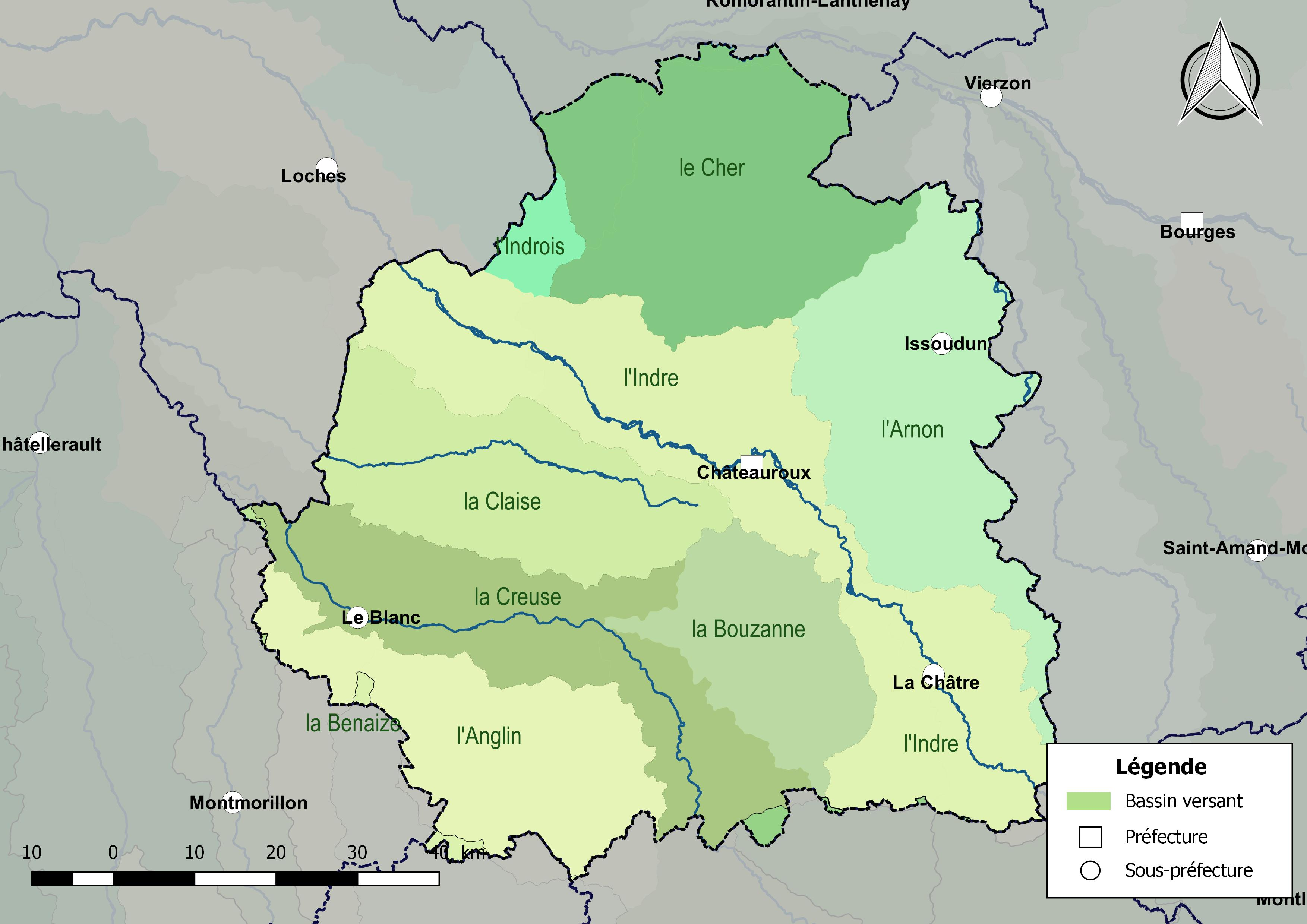
Les principaux bassins versants du département de l'Indre.

#### Échelle du bassin
En France, la gestion de l’eau, soumise à une législation nationale et à des directives européennes, se décline par bassin hydrographique, au nombre de sept en France métropolitaine, échelle cohérente écologiquement et adaptée à une gestion des ressources en eau. Le Bordelet est sur le territoire du bassin Loire-Bretagne et l'organisme de gestion à l'échelle du bassin est l'agence de l'eau Loire-Bretagne.

## Affluents
Le Bordelet possède deux affluents.
| Noms     | km |
| -------- | -- |
| K6544700 | 3  |

| Noms     | km |
| -------- | -- |
| K6544900 | 2  |

### Rang de Strahler
Son rang de Strahler est de deux.

## Hydrologie

### État des masses d'eau et objectifs
Pour les cours d’eau, la délimitation des masses d’eau est basée principalement sur la taille du cours d’eau et la notion d’hydro-écorégion. Ces masses d’eau servent ainsi d’unité d’évaluation de l’état des eaux dans le cadre de la directive européenne.
Le Bordelet fait partie de la masse d'eau codifiée FRGR0346 et dénommée « Le Renon et ses affluents depuis la source jusqu'à la confluence avec le Fouzon ».
Le schéma directeur d'aménagement et de gestion des eaux (Sdage) Loire-Bretagne est un document de planification dans le domaine de l’eau. Il définit, pour une période de six ans les grandes orientations pour une gestion équilibrée de la ressource en eau ainsi que les objectifs de qualité et de quantité des eaux à atteindre dans le bassin Loire-Bretagne. L'état des lieux 2013 défini dans la SDAGE 2016 – 2021 et les objectifs à atteindre pour cette masse d'eau sont les suivants,, :
| Code masse d'eau    | FRGR0346                                                                        |
| Libellé masse d'eau | Le Renon et ses affluents depuis la source jusqu'à la confluence avec le Fouzon |

| Écologique | Biologique | Physico-chimie générale | Polluants spécifiques |
| ---------- | ---------- | ----------------------- | --------------------- |
| Moyen      | Moyen      | Moyen                   | X                     |

| Écologique | Chimique | Global   |
| ---------- | -------- | -------- |
| Bon état   | Bon état | Bon état |

## Aménagements et écologie

### Milieu naturel
Le cours d'eau est de deuxième catégorie. L'espèce biologique dominante est constituée essentiellement de poissons blancs (cyprinidés) et de carnassiers (brochet, sandre et perche).